# Minthodes picta
Minthodes picta là một loài ruồi trong họ Tachinidae.